# حسين عبد الصمد
حسين سلمان عبد الصمد (1786 - 1868) عالم دين مسلم درزي في القرن التاسع عشر الميلادي/ الثالث عشر الهجري. ولد في بلدة عماطور الشوف، وتعلم فيها. أسندت إليه مشيخة العقل في عهد الأمير بشير الثاني الشهابي بعد معركة سهل السمقانية سنة 1825 حتى وفاته. أنشأ مجلساً لأسرة عبد الصمد في عماطور وجعل له وقفاً تابعاً له، وله وصيّة واسعة أوصى فيها بكثير من المال في سبيل الخير والبر.

## سيرته
ولد أبو محمد حسين بن سلمان بن علاء الدين عبد الصمد في عماطور في سنجق بيروت بإيالة صيدا العثمانية (قضاء الشوف فيما بعد) سنة 1786م/1201 هـ في عائلة عريقة معروفية أخرجت منها عدداً من رجال الدين والعلم.
نشأ على الفضيلة والتقوى فصار شيخاً، تولى مشيخة العقل بعد معركة سهل السمقانية سنة 1825م/1241 هـ وبقي فيها نحو أربعين سنة، «ويروى عن صبره وقوة إيمانه أن ابنه قتل في حوادث 1860. فأتى به يحمله دابة ملفوفاً بملاءة، وفي أثناء مروره كان يجيب من يسأله عما يحمل علی دابته بقوله:حمل غال.»

أنشأ مجلساً لآل عبد الصمد في عماطور وجعل له وقفاً تابعاً له، وله وصيّة مستفيضة أوصى فيها بكثير من المال في سبيل الخير والبر.
وعندما وقعت الفتنة بين عائلتي أبي شقرا وعبد الصمد وعينت هيئة رسمية لتسوية النزاع كان أحد الموقعين صك المصالحة المؤرخ في 12 شعبان سنة 1271 هـ.

توفي سنة 1285هـ/1868م ودفن في عماطور.